# Eunicea laxispica
Eunicea laxispica is een zachte koraalsoort uit de familie Plexauridae. De koraalsoort komt uit het geslacht Eunicea. Eunicea laxispica werd in 1815 voor het eerst wetenschappelijk beschreven door Lamarck. 